# Annual Review of Ecology, Evolution, and Systematics
Annual Review of Ecology, Evolution, and Systematics — американский научный журнал, печатающий обзорные статьи по проблемам экологии, эволюции и систематики животных. Основан в 1970 году.

## История
Журнал был основан под названием Annual Review of Ecology and Systematics в 1970 году и сменил своё название на современное в 2003 году.
По итогам 10 лет (1998—2008) по уровню цитирования (Импакт-фактор, Science Citation Index) возглавил двадцатку самых значимых журналов в мире в категории экология (из 168 учитываемых и более 300 имеющихся  в этой области).
В декабре 2009 года вышел 40-й том. 
- Редактор (2009) — профессор Дуглас Футуйма, State University of New York, (Stony Brook, NY 11794-5245).

## ISSN
- ISSN 1545-2069